# گورگن کالاشیان
گورگن گریگوری کالاشیان (ارمنی: Գուրգեն Գրիգորի Քալաշյան؛  زادهٔ ۱۹۰۲ - درگذشته ۱۹۷۴) انقلابی اهل ارمنستان بود.

## زندگی‌نامه
وی در ۱۹۰۲ در تفلیس به دنیا آمد. همچنین برندهٔ جوایزی همچون نشان پرچم سرخ کار شده‌است. وی در ۱۹۷۴ در سن ۷۲ سالگی در ایروان درگذشت.